# Faro Tostón
El faro Tostón o faro de El Cotillo es un faro situado en La Oliva, al noroeste de la isla de Fuerteventura, en el archipiélago de las Islas Canarias, España. El faro está situado en el pueblo de El Cotillo y, junto con el faro de Punta Pechiguera y el faro de Punta Martiño, marca el estrecho de la Bocaina, que separa Lanzarote de Fuerteventura. Está gestionado por la autoridad portuaria de Las Palmas de Gran Canaria.

## Historia
El primer faro que se erigió en la zona fue en 1897 para señalizar en el Estrecho de la Bocaina. Tras varias remodelaciones fue convertido en el Museo de la Pesca Tradicional.